# Andréa Zimmermann
Andréa Ursina Zimmermann, verheiratete Sherpa-Zimmermann (* 18. August 1978 in Biel/Bienne), aus Monthey ist eine schweizerische Skibergsteigerin.

## Leben
Andréa Zimmermann verbrachte den Großteil ihrer Kindheit im Berner Oberland. Mit der Teilnahme an der Trophée du Muveran im Jahr 2000 bestritt sie ihren ersten Wettkampf in der Sportart Skibergsteigen und wurde 2001 Mitglied der Schweizer Nationalmannschaft Skialpinismus. Sie belegte unter anderem den 4. Platz bei der Europameisterschaft im Skibergsteigen 2005. Neben dem Bergsteigen treibt sie weitere Sportarten wie Ski Alpin, Rudern und Traillauf.
Zimmermann studierte Rechtswissenschaften und schloss als Rechtsanwältin mit Schwerpunkt auf Internationalem Sportrecht ab. Sie ist als Legal Counsel am Internationalen Sportgerichtshof in Lausanne tätig.
2015 heiratete sie Norbu Sherpa, den sie 2011 als Sirdar bei einer Bergtour kennengelernt hatte. Seit 2014 führen sie gemeinsam das Touristik-Unternehmen Wild Yak Expeditions. Sie erlebten das Erdbeben in Nepal 2015 mit und gründeten danach das Butterfly Project, eine beim Wiederaufbau unterstützende Hilfsorganisation. 2016 bestiegen sie zusammen den Mount Everest. Das SRF strahlte 2015/2017 den zweiteiligen Dokumentarfilm Im Schatten des Everest über das Ehepaar aus.

## Erfolge (Auswahl)
- 2002: 10. Platz bei der Weltmeisterschaft Skibergsteigen Team mit Gabrielle Magnenat

- 2004:
  - 2. Platz bei der Patrouille des Glaciers mit Gabrielle Magnenat und Jeanine Bapst
  - 8. Platz bei der Weltmeisterschaft Skibergsteigen Team mit Gabrielle Magnenat

- 2005:
  - 4. Platz bei der Europameisterschaft Skibergsteigen Team mit Séverine Pont-Combe
  - 5. Platz bei der Pierra Menta mit Jeanine Bapst

- 2006: 6. Platz bei der Weltmeisterschaft Skibergsteigen Team mit Gabrielle Magnenat

- 2007:
  - 5. Platz bei der Pierra Menta mit Gabrielle Magnenat
  - 7. Platz bei der Trofeo Mezzalama mit Anne Carron-Bender und Christine Diaque
  - Sieg beim Berg-Ultramarathon Courmayeur – Champex – Chamonix